# Miaccum
Miaccum es una antigua mansio romana, también citada como Miacum, situada sobre la calzada entre Segovia y Titulciam, y que aparece mencionada en los Itinerarios de Antonino. La pieza más relevante de esta mansio o posada es un mosaico descubierto en el siglo XVIII llamado "Mosaico de las Cuatro Estaciones", conservado en el Museo Municipal de Madrid.

## Propuestas de localización
A lo largo de la historia se han barajado distintas teorías sobre la localización de «Miaccum» , mencionada en el Itinerario de Antonino. En un principio se situó cerca de Las Rozas de Madrid, mientras algunos autores la localizaban en el arroyo de Meaques situado al sur de la Casa de Campo, cerca del Zoo y el Parque de Atracciones de Madrid. 
Otros investigadores, como José María Florit, ya en el siglo XIX, propusieron que «Miaccum» estuviera en el entorno del antiguo municipio de Carabanchel, cerca de la antigua Finca de los Montijo, de la cárcel de Carabanchel y de la estación de metro de Eugenia de Montijo, muy próxima a la Ermita de Santa María la Antigua (Madrid).[cita requerida]
Durante las excavaciones llevadas a cabo para la construcción del suburbano, del metro de Madrid e incluso de algunas nuevas edificaciones, se encontraron restos que pertenecen a la romanización y que se han querido relacionar con «Miaccum».[cita requerida] Más tarde unas obras de prolongación del Camino de los Ingenieros fueron paralizadas por la Dirección General de Patrimonio Histórico de la Comunidad de Madrid cuando se descubrieron nuevos restos romanos. El yacimiento fue cerrado y sigue a la espera de nuevas excavaciones.[cita requerida]

### Localización serrana
En el siglo xxi se propuso la localización de «Miaccum» en el municipio madrileño de Collado Mediano, tras la aparición de los restos de una posada, sobre la calzada o vía romana 24 en el entorno de la Fuenfría, y a partir de las improvisadas excavaciones que el párroco de la localidad había hecho años antes.
Esta calzada representaba la unión de la Meseta Norte desde Segovia, a través del Puerto de La Fuenfría, por Cercedilla (donde se encontró una piedra miliar romana), con la Meseta Sur. Como la mayoría de las vías romanas, es probable que su trazado siguiera aproximadamente el de un camino prerromano, y la fecha más aceptada de su construcción es el año 76-77 d. C.
Las ruinas, en el paraje conocido como "El Beneficio", se componen de una «mansio» (un tipo de posada romana en ruta), varias viviendas y áreas de servicio, con períodos de construcción entre los siglos I y V d. C. Existen restos de tres fases constructivas: la primera, fechada en el siglo I d. C. y más tarde desmantelada en su totalidad; una segunda, con una planta levemente diferente de la anterior, datada entre los siglos II y IV d. C. y que es la más activa según los restos arqueológicos y el tipo e importancia de las construcciones; y una última fase, muy limitada, del siglo IV d. C., que sólo afectó a algunas áreas específicas del recinto.